# Phare de Cabo Lucrecia
Le phare de Cabo Lucrecia (en espagnol : Faro de Cabo Lucrecia), ou Faro Serrano, est un phare actif situé sur Cabo Lucrecia (ceb) au nord-ouest de Banes, dans la Province de Holguín, à Cuba.

## Histoire
La construction de ce phare a commencé en novembre 1861 à l’occasion de la nomination de Francisco Serrano y Domínguez, au poste de gouverneur de Cuba. En raison de la difficulté d'accès au chantier et du manque de main-d'œuvre, les autorités espagnoles ont décidé de faire appel à des brigades de prisonniers. Il a été mis en service le 10 octobre 1868, date du soulèvement mené par Carlos Manuel de Céspedes pour l'indépendance de Cuba.
C’est un exemple très bien conservé d'un phare espagnol du XIXe siècle. Le phare est devenu une attraction touristique bien connue et la maison du gardien abrite un petit musée. Un escalier en colimaçon de 168 marches (33 marches en calcaire et 135 marches en fonte), mène à la grande lanterne.

## Description
Ce phare est une tour cylindrique en pierre à claire-voie, avec une galerie et une lanterne de 37 m de haut montée sur un socle octogonal en pierre. Le quartier des gardiens d'un étage se trouve à côté. La tour était peinte en blanc et la lanterne est argent. Il émet, à une hauteur focale de 34 m, un éclat blanc par période de 5 secondes. Sa portée est de 25 milles nautiques (environ 46 km).
Identifiant : ARLHS : CUB-014 ; CU-0457 - Amirauté : J4958 - NGA : 110-12912 .